# Parafia św. Mateusza Apostoła w Świerczynie
Parafia Świętego Mateusza Apostoła w Świerczynie – parafia rzymskokatolicka, znajdująca się w diecezji włocławskiej, w dekanacie lubranieckim. 